# Gladys Lounsbury Hobby
Gladys Lounsbury Hobby (19 tháng 11 năm 1910 - 4 tháng 7 năm 1993), sinh tại New York City, là một nhà vi sinh vật học người Mỹ với các nghiên cứu đóng một vai trò quan trọng trong việc phát triển và hiểu biết về kháng sinh. Công việc của bà đã đưa penicillin từ quy mô trong phòng thí nghiệm trở thành một loại thuốc được sản xuất hàng loạt trong suốt Chiến tranh thế giới thứ hai.

## Cuộc sống và sự nghiệp
Hobby được sinh ra ở khu phố Washington Heights ở thành phố New York, và là một trong hai người con gái của Theodore Y. Hobby và Flora R. Lounsbury. Hobby đã tốt nghiệp Đại học Vassar vào năm 1931. Bà đạt được học vị tiến sĩ về vi khuẩn học tại Đại học Columbia năm 1935. Bà đã viết luận án tiến sĩ của mình về việc sử dụng trong y tế của sinh vật không gây bệnh.
Hobby làm việc cho Bệnh viện Presbyterian và Trường Y Columbia từ năm 1934 đến năm 1943, trong thời gian đó bà đã cộng tác với Tiến sĩ Karl Friedrich Meyer, một nhà sinh học và bác sĩ Martin Henry Dawson, một bác sĩ lâm sàng và phó giáo sư y khoa, về việc xác định các bệnh do hemolytic streptococci gây ra và sau đó tinh chế penicillin. Trong thời gian này, Hobby cũng làm việc cho Bệnh viện Presbyterian ở thành phố New York. Hobby rời Đại học Columbia vào năm 1944 để làm việc cho Pfizer Pharmaceuticals ở New York, nơi bà nghiên cứu streptomycin và các kháng sinh khác.
Trong năm 1959, Hobby rời Pfizer để tập trung chuyên về các bệnh truyền nhiễm kinh niên với cương vị Giám đốc nghiên cứu tại Bệnh viện Cựu chiến binh ở Đông Orange, New Jersey. Bà cũng từng là trợ lý nghiên cứu lâm sàng về sức khoẻ cộng đồng tại Đại học Y khoa Đại học Cornell. Năm 1972, bà thành lập tạp chí hàng tháng, Antimicrobial Agents and Chemotherapy, và tiếp tục chỉnh sửa nó trong tám năm. Bà đã nghỉ hưu vào năm 1977. Sau khi nghỉ hưu Hobby đã viết hơn 200 bài viết, làm việc như một nhà tư vấn và nhà văn khoa học tự do. Bà cũng xuất bản một cuốn sách, Penicillin: Meeting the Challenge, vào năm 1985, trong đó bà ghi lại cuộc hành trình của penicillin và so sánh tầm quan trọng của nó trong chiến tranh với Dự án Manhattan.
Bà chết vì một cơn đau tim vào năm 1993 tại nhà của mình trong một cộng đồng hưu trí bang Pennsylvania.

## Sách tham khảo
- Antimicrobial Agents and Chemotherapy (Editor), Journal (1972 - 1980)
- Primary Drug Resistance - Continuing Study of Drug Resistance in a Veteran Population within the United States, American Review of Respiratory Diseases 110, No. 1 (1974)
- Penicillin: Meeting the Challenge, Yale University Press (1985)
- "The Drug That Changed the World", Journal of the College of Physicians & Surgeons of Columbia University Volume 25, No. 1 (Winter 2005)